# 蒙索和埃沙尔南
蒙索和埃沙尔南（法語：Montceau-et-Écharnant，法語發音：[mɔ̃so e eʃaʁnɑ̃]）是法国科多尔省的一个市镇，位于该省西南部，属于博讷区。

## 地理
蒙索和埃沙尔南（47°3'38"N, 4°39'30"E）面积18.58 平方千米，位于法国勃艮第-弗朗什-孔泰大區科多尔省，该省份为法国中东部省份，北起奥布省，西接涅夫勒省和约讷省，南至索恩-卢瓦尔省，东南接汝拉省，东临上索恩省，东北部与上马恩省接壤。
与蒙索和埃沙尔南接壤的市镇（或旧市镇、城区）包括：乌什河畔吕西尼、默卢瓦塞、屈西拉科洛讷、圣罗曼、索塞、埃屈蒂尼、瓦勒蒙、马维利芒代洛。

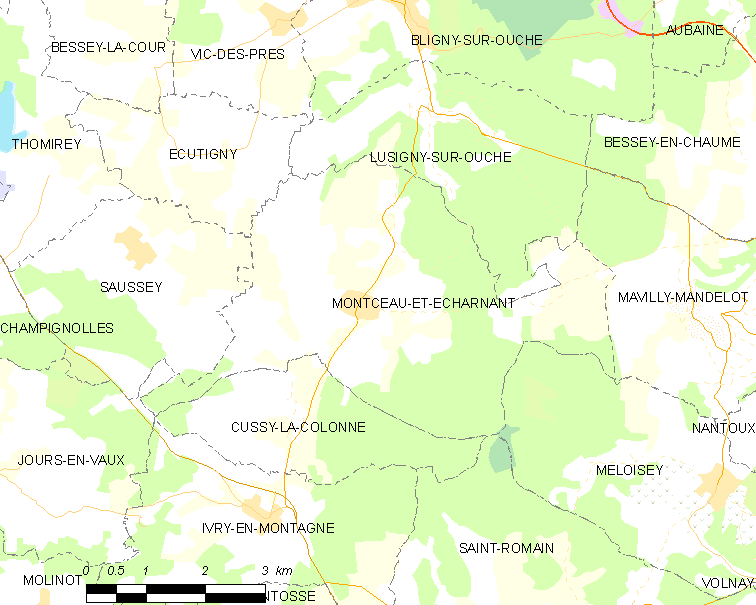
蒙索和埃沙尔南的OSM定位图

蒙索和埃沙尔南的时区为UTC+01:00、UTC+02:00（夏令时）。

## 行政
蒙索和埃沙尔南的邮政编码为21360，INSEE市镇编码为21427。

## 政治
蒙索和埃沙尔南所属的省级选区为阿尔奈勒迪克县。

## 人口

1962-2008年间蒙索和埃沙尔南人口变化图示

蒙索和埃沙尔南于2022年1月1日时的人口数量为179人。